# Andronovka
Andronovka (in russo Андроновка?) è una stazione dell'anello centrale di Mosca inaugurata nel 2016 che serve il quartiere di Perovo.
Nel 2017 il traffico passeggeri si attestava intorno agli 13.000 utenti quotidiani.
A poca distanza si trova la stazione di Frezer, servita dai treni električka.